# Мараловодческое хозяйство «Туран»

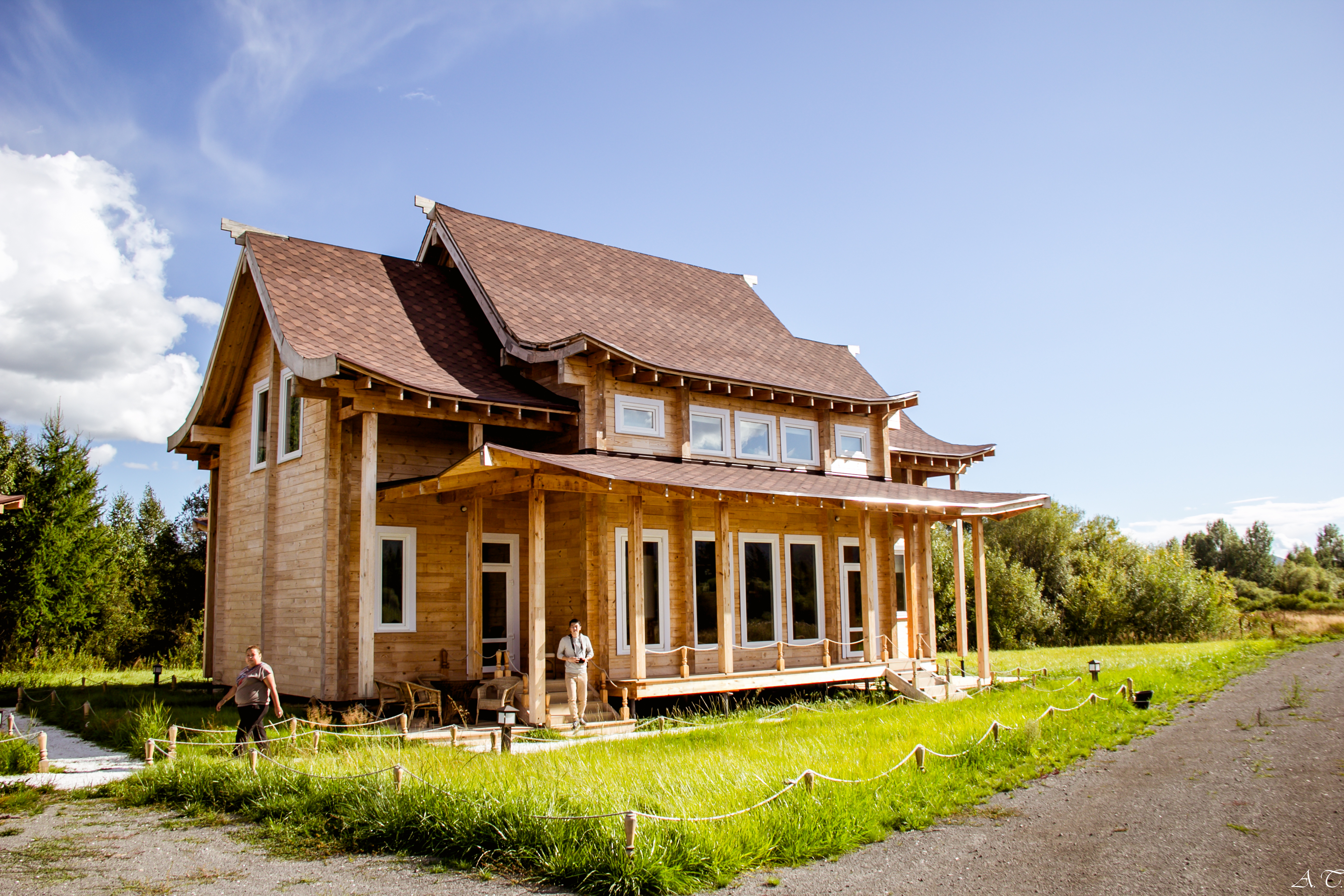
Мараловодческое хозяйство «Туран»

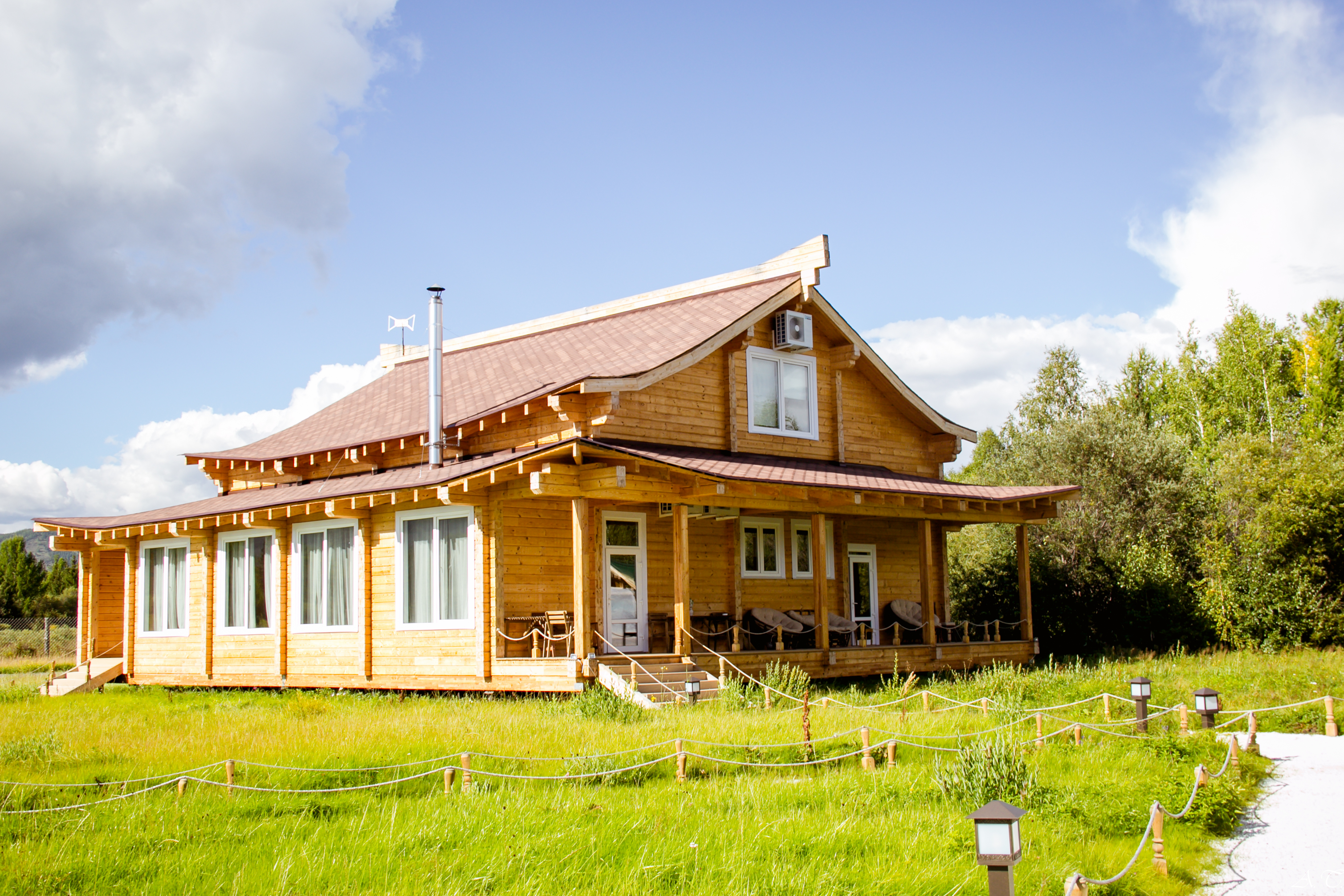
Мараловодческое хозяйство «Туран»

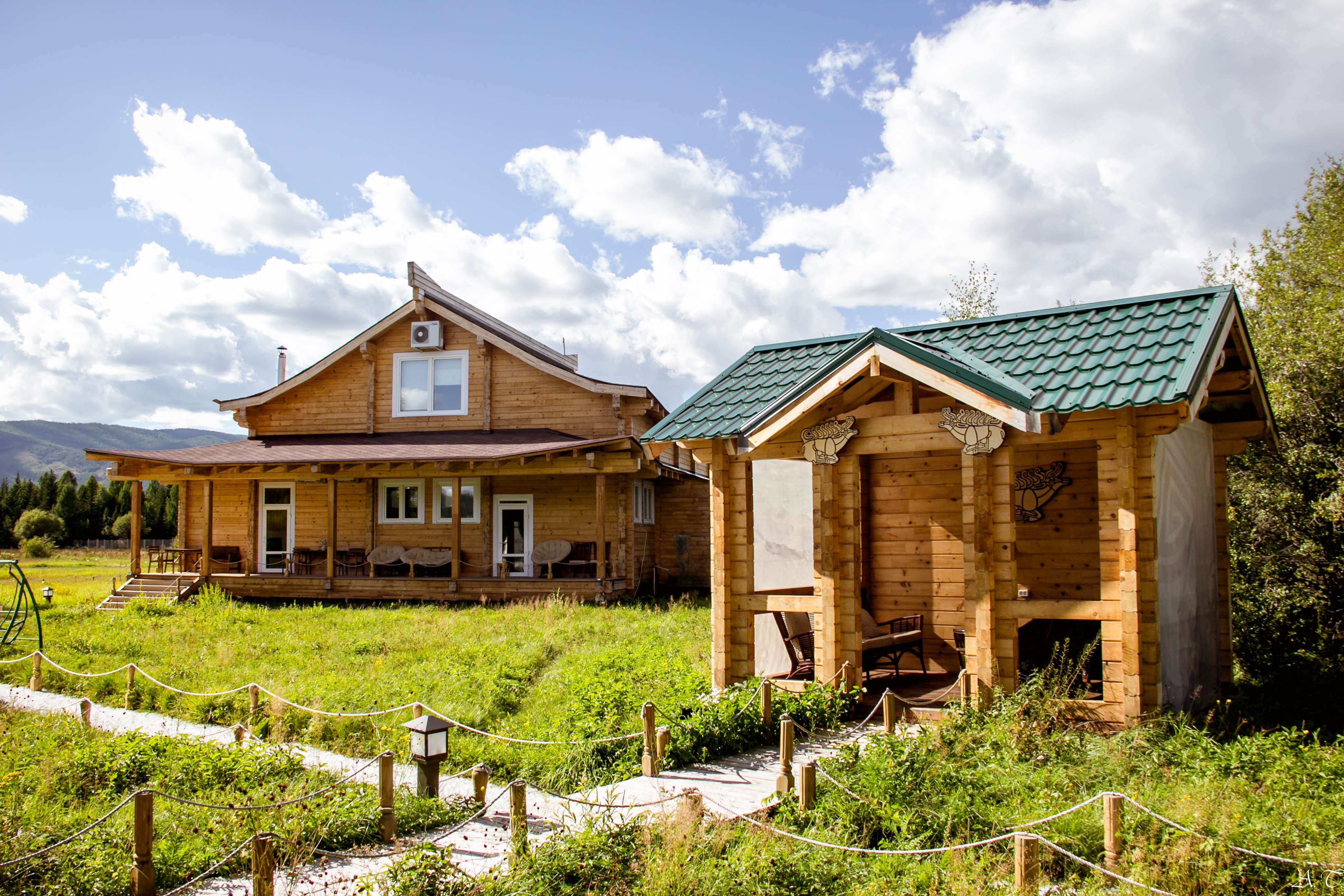
Мараловодческое хозяйство «Туран»

Государственное унитарное предприятие Республики Тыва «Мараловодческое хозяйство „Туран“» (ГУП РТ «Маралхоз „Туран“») — многопрофильное мараловодческое хозяйство, расположенное в 18,5 км от г. Туран в северной части Пий-Хемского района. С 25 февраля 2016 года по приказу Министерства сельского хозяйства России организация «Маралхоз „Туран“» входит в состав 8 предприятий из 6 регионов России, осуществляющую деятельность в области племенного хозяйства.

## История
- Сентябрь 2013 г. — создание организации «Мараловодческое хозяйство „Туран“» по инициативе Главы Республики Шолбаном Кара-оолом в рамках программы «Развитие пантового мараловодства на 2013—2017 годы».

Директором предприятия назначен Кара-оол Маадыр Николаевич.
- Начало 2014 г. — завоз первых 200 маралов из Горного Алтая, закупленных в племенном заводе «Абайский»
- Июль 2015 г. — первая срезка пантов на хозяйстве[3]
- 2016 г. — ГУП РТ «Мараловодческое хозяйство „Туран“» был признан Министерством сельского хозяйства России генофондным хозяйством по разведению маралов алтае—саянской породы[4].

## Объекты
- Племенной завод
- Производственный цех по переработке пантов
- Туристический оздоровительный комплекс
- Санаторий лечебно-оздоровительных процедур[5]
- VIP-зона База отдыха «Долина царей»